# Repas basques

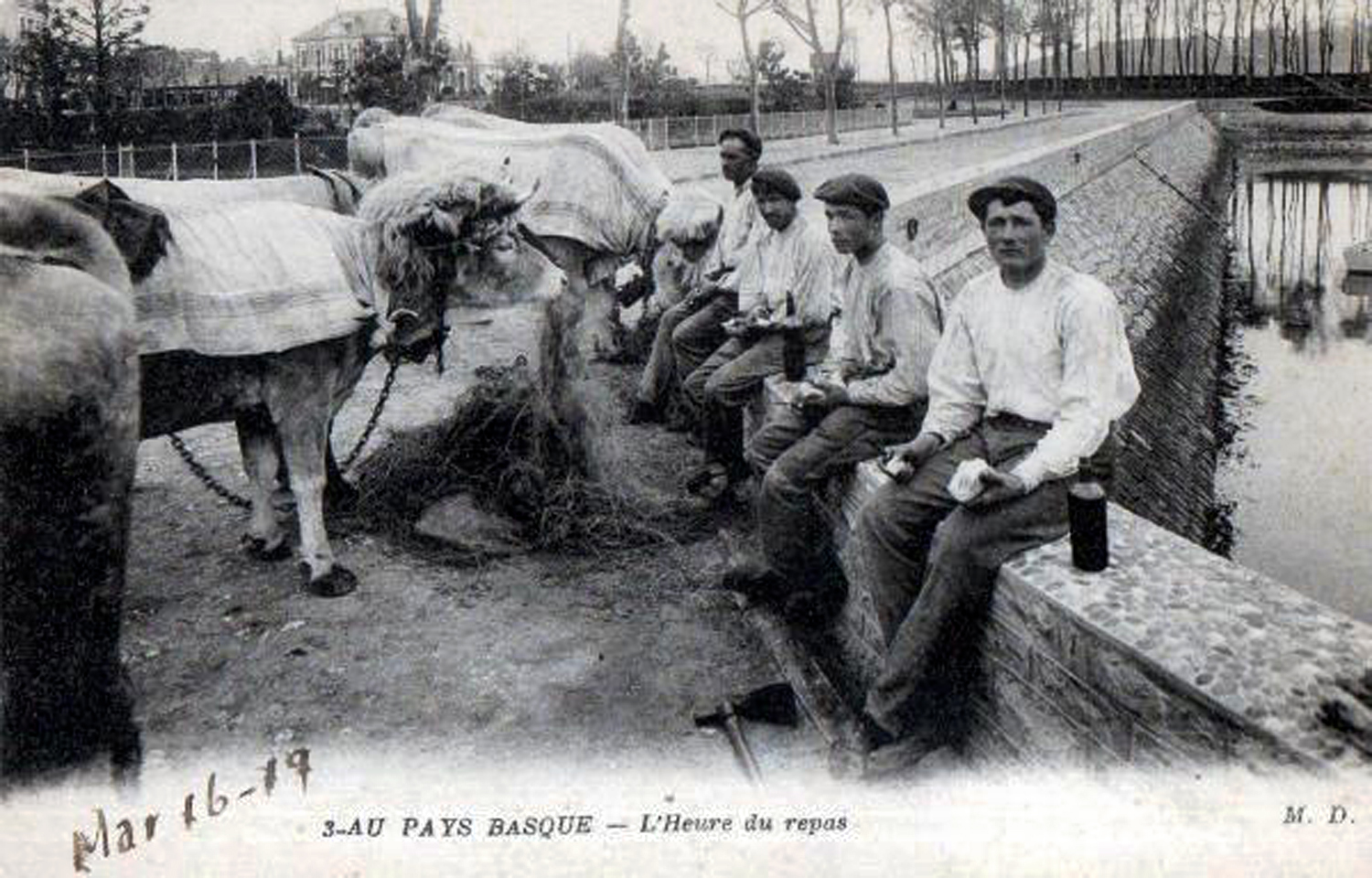
Repas traditionnel des paysans basques (arratsaldeko askaria) au début du XXe siècle.

La vie du paysan basque est rythmée par cinq repas qui sont appelés :
- gosaria : petit déjeuner pris au réveil, avant la traite du bétail, il est principalement constitué de lait sucré et de café consommé avec du pain ;
- askaria : « petit déjeuner à la fourchette », pris après le soin des bêtes et avant d'entreprendre les travaux des champs ; on y mange un plat chaud et salé, généralement l'arrautza ta xingar (« œuf et porc salé ») ;
- bazkaria : dîner pris à la pause de midi, avant la sieste, c'est le repas le plus consistant de la journée. Il doit son nom aux légumes (barazki en basque, de baratz, « jardin ») ;
- arratsaldeko askaria : goûter pris vers 16 heures (on parle aussi de lauetako, « 4 heures », ou de krakada) ; on y consomme volontiers du fromage avec de la confiture et un verre de vin ;
- afaria ou aphairua (« souper » en français) : dernier repas de la journée. On y consomme généralement l'eltzekaria, ou potage. Comme on disait en souriant : « Salda hun baten egiteko, behar da : hu ! mu ! be ! uxu ![1] » (« Pour faire un bon potage, il faut : porc, bœuf, mouton, poule. »)

Autrefois, de simples talo, de la broska (méture frite en morceaux) ou des châtaignes, pouvaient suffire à apporter les calories nécessaires.